# Isaak von Sinclair

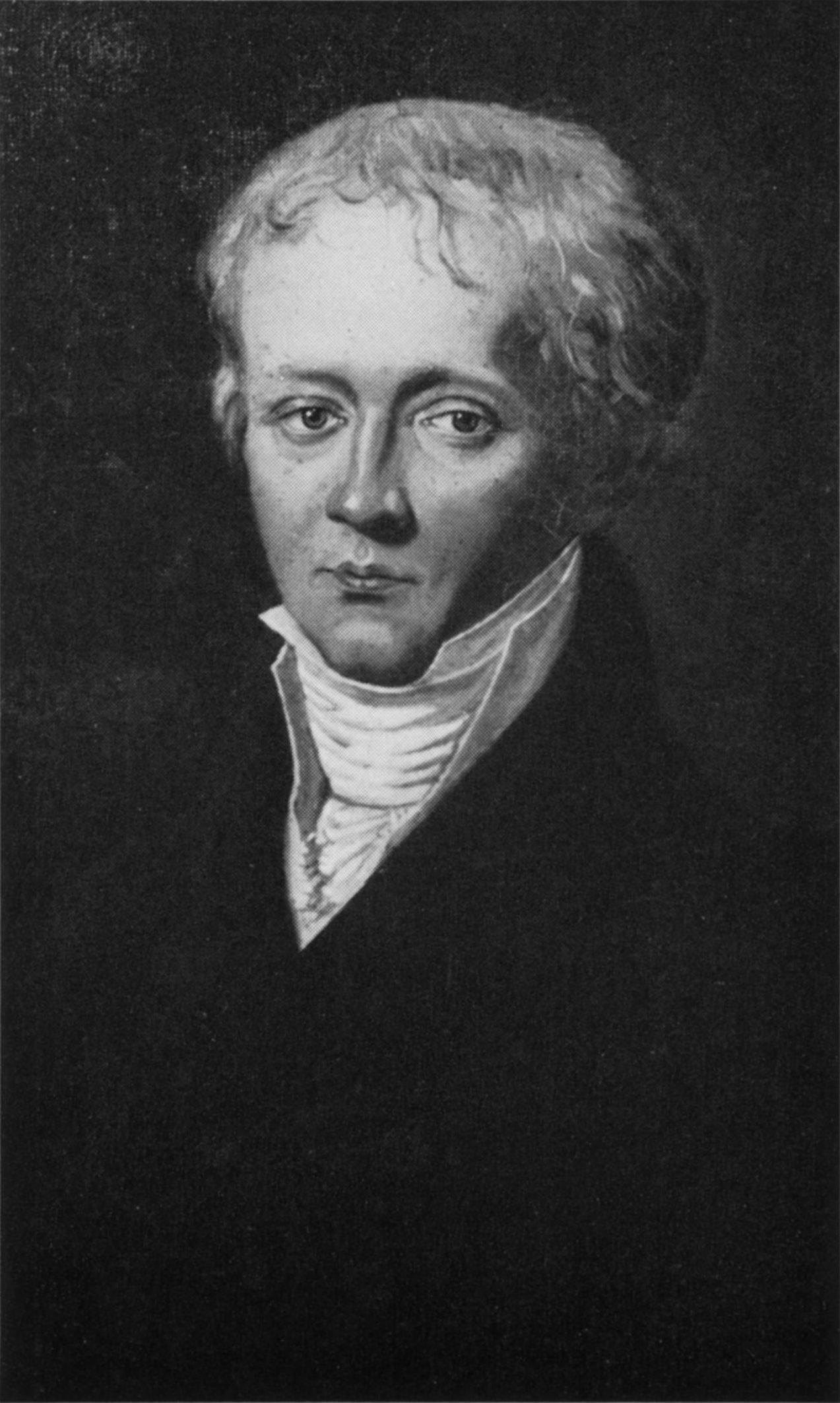
Isaac von Sinclair por Favorin Lerebours (1808)

Isaac von Sinclair (3 de octubre de 1775 - 29 de abril de 1815) fue un escritor y diplomático alemán, amigo del poeta Friedrich Hölderlin.

## Biografía

### Juventud

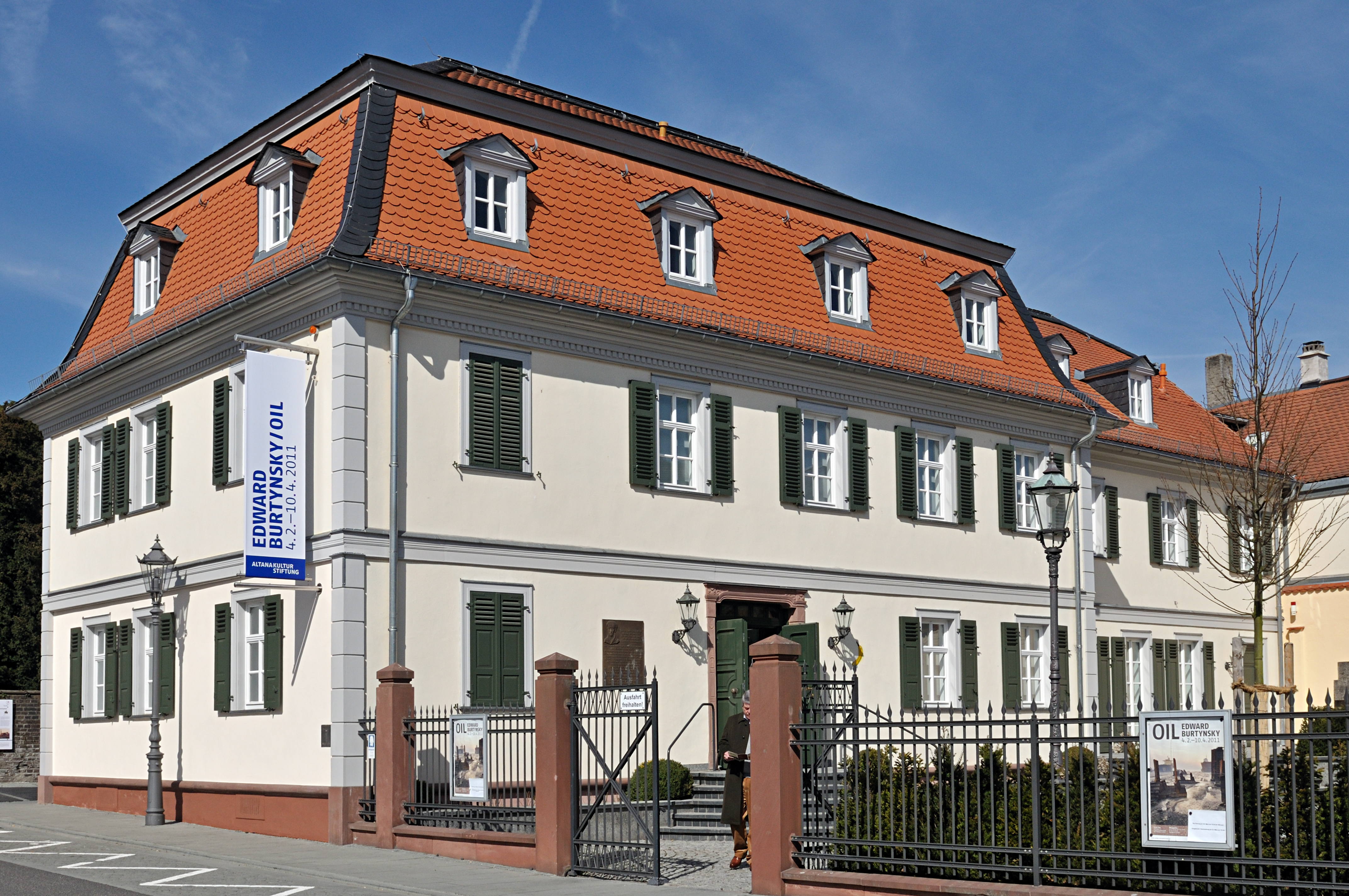
La casa en la que nació en Bad Homburg

Nacido en Bad Homburg en 1775, procedía de una familia de ascendencia escocesa cuyo apellido de Sinclair o St. Clair indica orígenes anglo-normandos, vinculándolo al clan Sinclair y al Castle Sinclair Girnigoe. Su padre, Alexander von Sinclair, era abogado y había estudiado desde 1733 en Jena antes de mudarse a Bad Homburg en abril de 1752 para convertirse en tutor de Federico V de Hesse-Homburg, que tenía tres años.
Alexander murió en 1778, cuando Isaac tenía solo tres años; a partir de entonces, fue educado con los hijos menores de Federico V. Estudió derecho de 1792 a 1793 en la Universidad de Tubinga  y de 1793 a 1795 en la Universidad de Jena.

### Amistad con Hölderlin
Hölderlin y von Sinclair se conocieron por primera vez en mayo de 1794 durante sus estudios en Jena, posiblemente en las conferencias de filosofía de Johann Gottlieb Fichte, y juntos se unieron al grupo de estudiantes Harmonistenorden. Fue un partidario entusiasta de la Revolución Francesa, estuvo cercano a algunos de los miembros de la 'Gesellschaft der freien Männer' (Sociedad de los hombres libres) y participó en uno de los entonces frecuentes tumultos estudiantiles. En 1796 von Sinclair ingresó al servicio civil del landgrave de Hesse-Homburg, pero se mantuvo en contacto con Hölderlin, brindándole un apoyo amistoso.
Hölderlin incluyó a von Sinclair en su novela Hyperion de 1797-1799 como el personaje de Alabanda, mientras que su poema An Eduard ( A Eduard, 1800-04) elaboró la hermandad revolucionaria entre los dos hombres. Después de dejar la casa Gontard en Fráncfort del Meno, Hölderlin llegó a Bad Homburg a fines de septiembre de 1798 y permaneció allí hasta junio de 1799. Fue invitado a regresar a Bad Homburg por von Sinclair en junio de 1804, después de la muerte de Susette Gontard, y le proporcionó un puesto como bibliotecario de la corte, pagándole el sueldo de su propio bolsillo.

### Proceso
Para remediar sus lamentables finanzas estatales, Federico V quería establecer una lotería estatal. A principios de 1804 se contrató al impostor Aaron Levi (o Anton Leopold) Wetzlar, a cuyo encanto había sucumbido Sinclair y a quien había aconsejado hacerse bautizar como Alexander Wilhelm Ludwig Blankenstein. Sin embargo, von Sinclair más tarde cambió de opinión y trató de exponer los engaños de Blankenstein y tomar medidas contra él. respondiendo a ello, Blankenstein acusó a von Sinclair de traición a Federico I de Wurtemberg, que llevaba mucho tiempo en pugna por los latifundios conocidos como "Landschaft".
Blankenstein apeló a una mesa redonda en junio de 1804 en Stuttgart, a la que también asistieron von Sinclair y Christian Friedrich Baz, alcalde de Ludwigsburg y uno de los líderes radicales en los estados generales de Wurtemberg. Blankenstein luego afirmó que había un complot en marcha para asesinar a Federico I en la reunión y comenzar una revolución. Von Sinclair era súbdito de Hesse-Homburg, no de Württemberg, pero el elector obtuvo el permiso de Federico V para arrestarlo, por lo que fue llevado a Wurtemberg el 26 de febrero de 1805 y encarcelado.
Una comisión juzgó a von Sinclair, Baz y otros presuntos conspiradores. Hölderlin también estaba en peligro de ser juzgado, pero fue declarado mentalmente incapacitado para ello. Müller, médico y boticario de la corte de Bad Homburg, declaró el 9 de abril de 1805 que la locura de Holderlein había empeorado, y profería repetidamente "¡No quiero ser jacobino!" y que había hecho serias acusaciones contra von Sinclair. El juicio finalmente mostró que se habían dicho algunas cosas con enojo contra el elector en la reunión, pero no se había planeado ninguna revolución real. Von Sinclair fue así liberado el 9 de julio de 1805 y enviado de regreso a Bad Homburg como un hombre libre. Poco después, el 11 de septiembre de 1805, Hölderlin fue llevado a la clínica de Tubinga dirigida por el Dr. Johann Heinrich Ferdinand von Autenrieth.

### Diplomacia, escritos y muerte

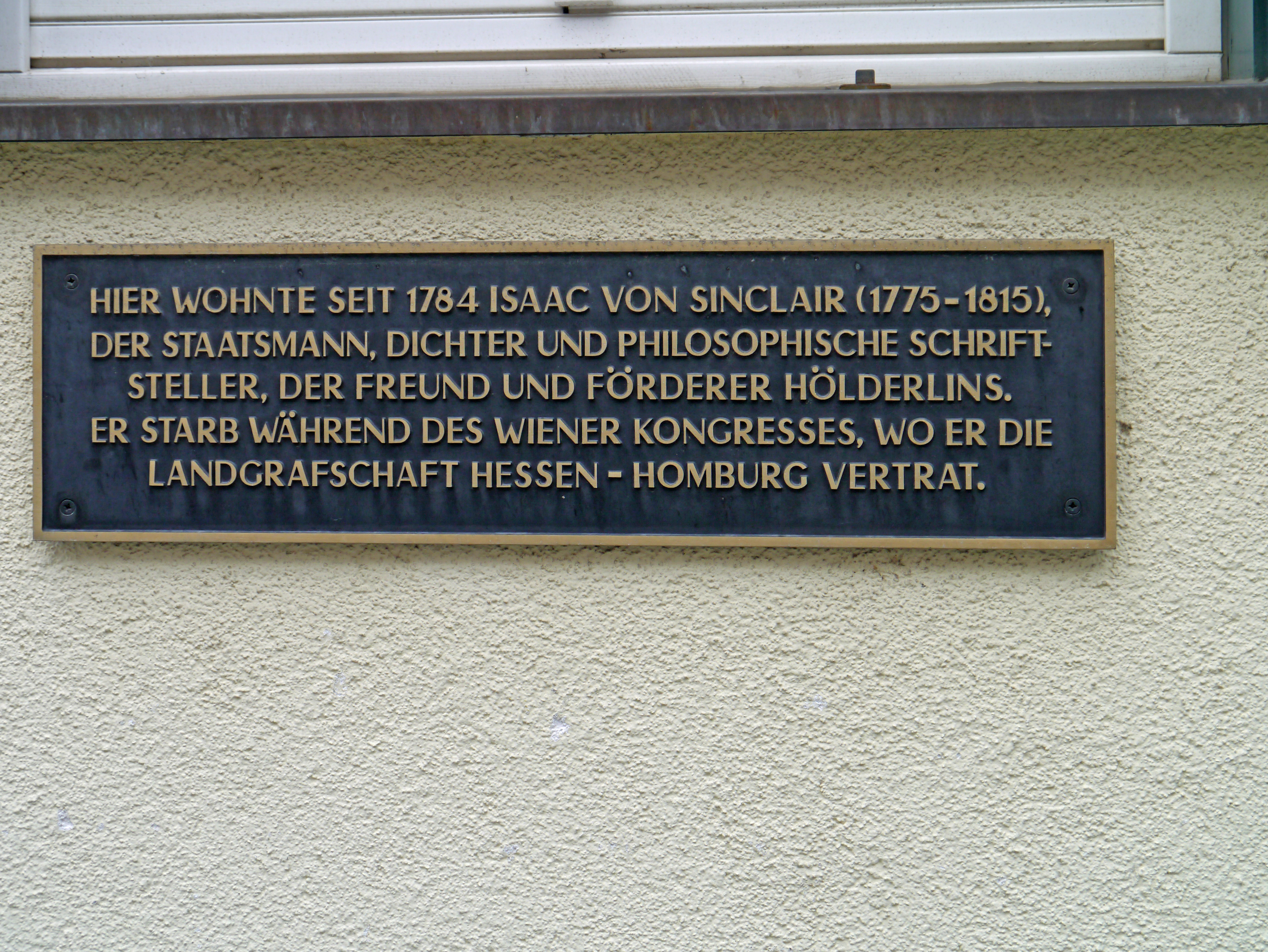
Placa en la Dorotheenstraße 6

Von Sinclair representó los intereses de Hesse-Homburg y Federico V en varias misiones diplomáticas, además de presidir reuniones de gabinete con frecuencia. A fines del otoño de 1805 fue enviado a la corte prusiana en Berlín y se quedó con su madre en la casa de Charlotte von Kalb. Su entusiasmo por los ideales revolucionarios ya se había enfriado y allí entró en contacto con figuras antinapoleónicas y antifrancesas. Abogó cada vez más por un regreso al Sacro Imperio Romano Germánico prerrevolucionario dirigido por la nobleza. Ya tensa por los acontecimientos del juicio, su amistad con Hölderlin también llegó a su fin. En agosto de 1806, von Sinclair informó a la madre de Hölderlin que ya no podía cuidarlo, ya que Homburg estaba a punto de ser mediatizado. El 11 de septiembre de 1806 se completó la mediatización, tras lo cual Hölderlin fue llevado a Tubinga al hospital universitario, entonces dirigido por Johann Heinrich Ferdinand Autenrieth.
Otras amistades importantes para Sinclair fueron su relación íntima con el estudiante de filosofía y oficial Jacob Zwilling, a cuya muerte el 22 de octubre de 1809 sufrió un ataque de nervios, y, entre otras, con el poeta Casimir Ulrich Boehlendorff.
Von Sinclair también se volvió mucho más activo como escritor para expresar sus nuevas ideas políticas, contribuyendo a revistas y publicando sus propios poemas. En 1806-07, bajo el seudónimo de "Crisalin", escribió una obra de teatro sobre la revuelta de los Camisardos contra la autoridad central francesa, usándola como un ejemplo de la propia lucha de Alemania contra Napoleón Bonaparte; el mismo tema fue retomado más tarde por Ludwig Tieck. También escribió dos extensas obras filosóficas: Wahrheit und Gewißheit ( Verdad y certeza ) en 1811-13 y Versuch einer durch Metaphysik begründeten Physik ( Un intento de física basada en la metafísica ) en 1813. Apoyó a los estados alemanes que lucharon contra Napoleón en 1812-1814, se volvió cada vez más religioso y también estuvo en contacto con Hegel. Los poemas y obras filosóficas de von Sinclair ganaron poca atención durante su vida y fueron olvidados poco después de su muerte.
Fue en parte gracias a sus esfuerzos que el estado no fue mediatizado en el Congreso de Viena. Allí se convirtió en miembro de la asociación de la nobleza 'Kette'. Pudo implementar en gran medida los deseos de Hesse-Homburg y deseaba luchar en los Cien Días contra Napoleón tras la huida de este último de la Isla de Elba el 1 de marzo de 1815. Su madre murió el 20 de abril de 1815, lo que posiblemente exacerbó su propia mala salud: ya había sufrido varios derrames cerebrales antes de 1815 y el último el 29 de abril de ese año lo mató mientras estaba en un burdel en Viena. Las circunstancias exactas de su muerte fueron inciertas durante mucho tiempo, ya que fueron encubiertas para evitar la impresión de algo "contra la naturaleza".

## Obras
- Wahrheit und Gewißheit. Erster Band, Berlín 1811. Christoph Binkelmann (ed. ), Frommann-Holzboog, Stuttgart 2015,ISBN 978-3-7728-2521-7.[11]

## Representaciones culturales
- En su novela epistolar de 1840 Die Günderode, Bettina von Arnim incluye largos pasajes sobre von Sinclair, llamándolo "St Clair".